# Puchar Belgii w piłce siatkowej mężczyzn (2009/2010)
Rozgrywki o Puchar Belgii w piłce siatkowej mężczyzn w sezonie 2009/2010 (Beker van België) zainaugurowane zostały we wrześniu 2009 roku.
Rozgrywki składały się z 1/32 finału, 1/16 finału, 1/8 finału, ćwierćfinałów, półfinałów i finału.
Finał rozegrany został 27 lutego 2010 roku w Lotto Arena w Antwerpii.
Zdobywcą Pucharu Belgii została drużyna Noliko Maaseik.

## Terminarz
| Runda        | Termin                       | Liczba meczów |
| ------------ | ---------------------------- | ------------- |
| 1/32 finału  | 5-6 września 2009            | 12            |
| 1/16 finału  | 19-20 września 2009          | 6             |
| 1/8 finału   | 24-28 października 2009      | 8             |
| ćwierćfinały | 4-11 listopada 2009          | 8             |
| półfinały    | 28 listopada-19 grudnia 2009 | 4             |
| finał        | 27 lutego 2010               | 1             |

## Drużyny uczestniczące
| Belgijska Liga Siatkówki | 1ste national | 1ste national |
| --- | --- | --- |
| - Noliko Maaseik - Knack Randstad Roeselare - VC Euphony Asse-Lennik - Group D'Arté Averbode - PNV Waasland Kruib-Nieuwk - VC Argex Duvel Puurs - Aquacare Halen - Top Volley Precura Antwerpen - Prefaxis Menen - Axis Shanks Guibertin | - Avoc Achel - Mendo Booischot - VCK Bolderberg - Krono-Bouw Bovoc Bouwel - Warsco Eisden - VC Herenthout - Volley Haasrode Leuven - Herve-Mortroux-Thimister - VC Vosselaar - VBC Waremme - VC Zoersel - VC Helios Zonhoven | - VC Gavere - VDK Gent Heren - Beivoc Humbeek - VT Kemzeke-Stekene - VC Schelde-Natie Kapellen - VT Optima Lendelede - VBC Marke-Webis - Koninklijke Mortsel VC - VV Temse - Rembert Torhout Heren - Skill VC Tournai - VC Kuros Zulte |

## 1/32 finału
| 05.09.2009 | VCK Bolderberg | 3:1 (25:18, 28:30, 25:19, 25:15) | VT Kemzeke-Stekene |

| 05.09.2009 | Warsco Eisden | 2:3 (25:17, 25:22, 18:25, 22:25, 9:15) | Avoc Achel |

| 05.09.2009 | Rembert Torhout Heren | 1:3 (27:25, 22:25, 25:27, 19:25) | VC Zoersel |

| 06.09.2009 | Koninklijke Mortsel VC | 0:3 (22:25, 21:25, 16:25) | VBC Waremme |

| 06.09.2009 | Herve-Mortroux-Thimister | 1:3 (25:18, 23:25, 22:25, 22:25) | Beivoc Humbeek |

| 06.09.2009 | VBC Marke-Webis | 3:0 (25:18, 25:18, 25:20) | Skill VC Tournai |

| 05.09.2009 | VC Gavere | 0:3 (23:25, 15:25, 22:25) | Volley Haasrode Leuven |

| 05.09.2009 | VC Helios Zonhoven | 1:3 (25:19, 26:28, 24:26, 20:25) | VC Kuros Zulte |

| 05.09.2009 | Krono-Bouw Bovoc Bouwel | 0:3 (21:25, 16:25, 15:25) | VDK Gent Heren |

| 06.09.2009 | VC Schelde-Natie Kapellen | 3:2 (25:27, 14:25, 25:21, 25:14, 15:11) | VT Optima Lendelede |

| 05.09.2009 | VV Temse | 2:3 (25:20, 25:23, 22:25, 17:25, 8:15) | Mendo Booischot |

| 05.09.2009 | VC Herenthout | 1:3 (21:25, 22:25, 25:23, 15:25) | VC Vosselaar |

## 1/16 finału
| 19.09.2009 | VCK Bolderberg | 0:3 (16:25, 17:25, 15:25) | VBC Waremme |

| 19.09.2009 | Volley Haasrode Leuven | 2:3 (24:26, 25:19, 25:19, 21:25, 13:15) | VBC Marke-Webis |

| 19.09.2009 | Avoc Achel | 2:3 (16:25, 25:22, 20:25, 25:15, 13:15) | VDK Gent Heren |

| 19.09.2009 | VC Kuros Zulte | 2:3 (13:25, 25:20, 25:22, 27:29, 10:15) | Beivoc Humbeek |

| 20.09.2009 | VC Zoersel | 1:3 (25:22, 19:25, 18:25, 22:25) | VC Schelde-Natie Kapellen |

| 11.10.2009 | VC Vosselaar | 3:0 (25:13, 28:26, 27:25) | Mendo Booischot |

## 1/8 finału
| 24.10.2009 | Prefaxis Menen | 0:3 (13:25, 18:25, 20:25) | Noliko Maaseik |

| 24.10.2009 | Beivoc Humbeek | 3:1 (25:18, 22:25, 25:20, 25:19) | VBC Marke-Webis |

| 24.10.2009 | VDK Gent Heren | 1:3 (25:21, 18:25, 23:25, 14:25) | VC Euphony Asse-Lennik |

| 28.10.2009 | VBC Waremme | 1:3 (25:22, 17:25, 12:25, 17:25) | Group D'Arte Averbode |

| 25.10.2009 | PNV Waasland Kruib-Nieuwk | 3:1 (25:19, 24:26, 25:23, 25:18) | Aquacare Halen |

| 24.10.2009 | VC Schelde-Natie Kapellen | 1:3 (22:25, 28:26, 22:25, 24:26) | VC Vosselaar |

| 25.10.2009 | Axis Shanks Guibertin | 1:3 (20:25, 25:23, 22:25, 28:30) | VC Argex Duvel Puurs |

| 24.10.2009 | Top Volley Precura Antwerpen | 0:3 (17:25, 18:25, 22:25) | Knack Randstad Roeselare |

## Ćwierćfinały
| 04.11.2009 | VC Argex Duvel Puurs | 0:3 (21:25, 21:25, 23:25) | VC Euphony Asse-Lennik |

| 10.11.2009 | VC Euphony Asse-Lennik | 3:1 (23:25, 25:20, 25:15, 25:14) | VC Argex Duvel Puurs |

| 04.11.2009 | PNV Waasland Kruib-Nieuwk | 0:3 (21:25, 27:29, 14:25) | Noliko Maaseik |

| 11.11.2009 | Noliko Maaseik | 3:0 (25:14, 25:14, 25:15) | PNV Waasland Kruib-Nieuwk |

| 04.11.2009 | VC Vosselaar | 0:3 (15:25, 18:25, 20:25) | Knack Randstad Roeselare |

| 11.11.2009 | Knack Randstad Roeselare | 3:0 (25:17, 25:18, 25:15) | VC Vosselaar |

| 05.11.2009 | Beivoc Humbeek | 0:3 (19:25, 20:25, 14:25) | Group D'Arte Averbode |

| 11.11.2009 | Group D'Arte Averbode | 3:1 (25:19, 25:19, 17:25, 25:17) | Beivoc Humbeek |

## Półfinały
| 28.11.2009 | Knack Randstad Roeselare | 3:2 (25:19, 25:15, 23:25, 20:25, 15:11) | Noliko Maaseik |

| 19.12.2009 | Noliko Maaseik | 3:2 (17:25, 25:23, 25:23, 23:25, 15:11) | Knack Randstad Roeselare |

|  |  | złoty set: 25:23 |

| 28.11.2009 | Group D'Arte Averbode | 1:3 (20:25, 25:23, 21:25, 19:25) | VC Euphony Asse-Lennik |

| 19.12.2009 | VC Euphony Asse-Lennik | 3:0 (25:11, 25:20, 28:26) | Group D'Arte Averbode |

## Finał
| 27.02.2010 | Noliko Maaseik | 3:1 (25:27, 25:19, 29:27, 25:18) | VC Euphony Asse-Lennik |

## Klasyfikacja końcowa
| Miejsce | Zespół                   |
| ------- | ------------------------ |
| złoto   | Noliko Maaseik           |
| 2.      | VC Euphony Asse-Lennik   |
| 3-4.    | Group D'Arte Averbode    |
| 3-4.    | Knack Randstad Roeselare |